# Brueghel
Brueghel eller Bruegel er en familie af flamske malere, hvoraf Pieter Bruegel den ældre er den mest kendte. Han var far til Pieter Brueghel den yngre og Jan Brueghel den ældre, som igen var far til Jan Brueghel den yngre. Jan Brueghel den yngre var far til Abraham Brueghel.
Pieter Bruegel den ældre stavede sit navn Bruegel.